# Przedsiębiorstwo społeczne
Przedsiębiorstwo społeczne – w Polsce osoba prawna, której wojewoda w drodze decyzji administracyjnej nadał status przedsiębiorstwa społecznego na podstawie przepisów ustawy z dnia 5 sierpnia 2022 r. o ekonomii społecznej (Dz.U. z 2025 r. poz. 806). 
W innych państwach, zwłaszcza gdy brak uregulowań prawnych, za przedsiębiorstwo społeczne jest zwykle uważana organizacja prowadząca działalność gospodarczą, która wyznacza sobie cele ściśle społeczne i która inwestuje wypracowane nadwyżki zależnie od wyznaczonych sobie celów w działalność lub we wspólnotę, zamiast kierować się potrzebą osiągania maksymalnego zysku na rzecz akcjonariuszy lub właścicieli. Tego typu nieformalne opisy stosowano też w Polsce przed ustawowym zdefiniowaniem pojęcia. 

## Stan prawny w Polsce

### Wymogi ustawowe
O nadanie przez wojewodę statusu przedsiębiorstwa społecznego może się ubiegać podmiot ekonomii społecznej oraz jednostka tworząca podmiot ekonomii społecznej, jeżeli spełnia warunki określone w ww. ustawie, przede wszystkim:
- prowadzi działalność odpłatną pożytku publicznego, działalność gospodarczą, inną działalność o charakterze odpłatnym (art. 3 ust. 1)
- prowadzona działalność służy rozwojowi lokalnemu i ma na celu reintegrację społeczną i zawodową osób zagrożonych wykluczeniem społecznym lub realizację usług społecznych (art. 4 ust. 1)
- działania z zakresu reintegracji społecznej i zawodowej realizowane na rzecz osób zatrudnionych w przedsiębiorstwie społecznym nie są wykonywane w ramach działalności gospodarczej (art. 4 ust. 2)
- zatrudnia co najmniej 3 osoby na podstawie umowy o pracę lub spółdzielczej umowy o pracę (art. 5 ust. 1)

Każde przedsiębiorstwo społeczne musi corocznie do 31 marca przekazać właściwemu wojewodzie sprawozdanie za rok poprzedni sporządzone w formie elektronicznej (art. 10 ust. 1).

### Wyłączenia
- zgodnie z przepisami ustawy status przedsiębiorstwa społecznego nie przysługuje podmiotowi ekonomii społecznej, nad którym posiada kontrolę[4] Skarb Państwa, jednostka samorządu terytorialnego, państwowa albo samorządowa osoba prawna (art. 3 ust. 2)
- podmiot, który na mocy decyzji wojewody utracił status przedsiębiorstwa społecznego na skutek niespełniania warunków ustawowych, może ponownie uzyskać ten status nie wcześniej niż po upływie roku od dnia, w którym decyzja wojewody stała się ostateczna (art. 18)

### Przywileje
Przedsiębiorstwa społeczne mogą uzyskać refundację składek ZUS ze środków Funduszu Pracy. Przy spełnieniu warunków określonych w ustawie przysługuje im zwolnienie z podatku dochodowego od osób prawnych (CIT). Ponadto w ramach programów resortowych i unijnych są organizowane konkursy dotacyjne, dostępne wyłącznie dla przedsiębiorstw społecznych oraz podmiotów, które deklarują przekształcenie się w przedsiębiorstwo społeczne . Po raz pierwszy w 2023 roku podmioty starające się o status przedsiębiorstwa społecznego lub już go posiadające mogły starać się o dotację w ramach adresowanego do nich resortowego Programu „Przedsiębiorstwo Społeczne+” (zapowiadanego wcześniej pod nazwą „Przedsiębiorstwo PLUS Społeczne”). Program realizowało Ministerstwo Rodziny, Pracy i Polityki Społecznej. Jako jego kontynuację ogłoszono następnie Program „Warto być Przedsiębiorstwem Społecznym!” na lata 2023-2025, dostępny już tylko dla zarejestrowanych przedsiębiorstw społecznych. 
Teoretycznie można też liczyć na współpracę jednostek finansów publicznych, które w zamówieniach publicznych o wartości poniżej 130 tys. zł netto mają prawo zawęzić krąg wykonawców do przedsiębiorstw społecznych . 
Ponadto dla przedsiębiorstw społecznych są dostępne te formy wsparcia, których adresatami są wszystkie podmioty ekonomii społecznej, np. preferencyjne pożyczki o obniżonym oprocentowaniu, a także wsparcie związane z zatrudnianiem osób z orzeczoną niepełnosprawnością . 

### Historia
Z chwilą wejścia w życie ustawy o ekonomii społecznej przestały być przedsiębiorstwami społecznymi podmioty, wpisane na ogólnopolską listę przedsiębiorstw społecznych, prowadzoną przez Departament Ekonomii Społecznej i Solidarnej w Ministerstwie Rodziny, Pracy i Polityki Społecznej na podstawie „zasad weryfikacji statusu przedsiębiorstwa społecznego” wprowadzonych z dniem 9 stycznia 2018 do „Wytycznych w zakresie realizacji przedsięwzięć w obszarze włączenia społecznego i zwalczania ubóstwa z wykorzystaniem środków Europejskiego Funduszu Społecznego i Europejskiego Funduszu Rozwoju Regionalnego na lata 2014-2020” (Wytyczne CT9). O wpisie na tę nieobowiązującą już listę decydował właściwy terytorialnie ośrodek wsparcia ekonomii  społecznej, a za jej aktualizację były odpowiedzialne regionalne ośrodki polityki społecznej z poszczególnych województw, które przekazywały dane do ministerstwa. Do końca obowiązywania tego systemu na listę wpisano 2205 podmiotów. 
Jeszcze wcześniej, zanim powstała ministerialna lista, w braku prawnej definicji pojęcia, pojawiały się w polskiej literaturze naukowej, a nawet w dokumentach programowych polityki społecznej różne nieformalne próby określenia, co można uważać za przedsiębiorstwo społeczne. Co prawda od grudnia 2008 pracował, powołany przez premiera RP „Zespół ds. rozwiązań systemowych w zakresie ekonomii społecznej”, którego głównym zadaniem było opracowanie propozycji rozwiązań prawno-instytucjonalnych w obszarze funkcjonowania podmiotów ekonomii społecznej, a następnie od marca 2009  w ramach tego zespołu funkcjonowała Grupa Prawna, która opracowała kolejne wersje projektu ustawy o przedsiębiorczości społecznej, znanego następnie pod nazwą projektu ustawy o przedsiębiorstwie społecznym, które „były szeroko konsultowane ze środowiskami ekonomii społecznej i ekspertami”, jednak prace te w 2012 przerwano. 
Projekt obecnie obowiązującej ustawy o ekonomii społecznej wpłynął do Sejmu na początku czerwca 2022. Dyskusje wokół projektu były burzliwe i nie brakowało odległych od meritum, propagandowych zagrań. Ostatecznie za przyjęciem ustawy głosowało 420 posłów, przeciw głosowało 10 posłów, nikt nie wstrzymał się od głosu.

## Za granicą
W innych państwach regulacje są różne i często obejmują odmienne rodzaje podmiotów.
```
„Poważne różnice dają się zauważyć pomiędzy europejskim i amerykańskim podejściem do zagadnienia. Można je przypisać przede wszystkim odrębnym kontekstom, w którym dojrzewały. Kontekst amerykański eksponuje przedsiębiorczość prywatną i działalność gospodarczą, ponieważ w USA fundacje prywatne dostarczają małym przedsiębiorstwom większą część zewnętrznego wsparcia finansowego, a państwo opiekuńcze tradycyjnie jest słabe. Natomiast kontekst europejski koncentruje się na funkcjach rządu i na zagadnieniach opieki społecznej. W Europie to przede wszystkim ponowne odkrycie organizacji non-profit jako usługodawców utorowało drogę konceptualizacji «przedsiębiorstwa społecznego». (...) W Stanach Zjednoczonych «społeczna przedsiębiorczość», «przedsiębiorca społeczny» i «przedsiębiorstwo społeczne» jako osobne pojęcia weszły do potocznego użytku, często zamiennie, kiedy organizacje nie nastawione na zysk stanęły w obliczu konieczności radzenia sobie z cięciami wydatków finansowanych ze środków centralnych. Usługodawcy nie nastawieni na zysk zaczęli wtedy dramatycznie rozszerzać swoją działalność komercyjną, aby wypełnić lukę powstałą przez ograniczenia funduszy rządowych”
[
20
]
.
```

```
„W większości krajów Unii Europejskiej trwa od lat poszukiwanie właściwej dla nich formuły przedsiębiorstwa społecznego. Dzieje się tak nawet w tych krajach, w których ekonomia społeczna nie zakorzeniła się. Przykładowo w Niemczech, w których nie ma silnego ruchu na rzecz ekonomii społecznej, już w latach 90. eksperymentowano z tworzeniem przedsiębiorstw zwanych ABS (ang.: 
Company for Labor Promotion, Employment and Structural Development
). Tworzone były one z udziałem związków zawodowych, organizacji pracodawców, Urzędu Powierniczego (
Treuhand
), władz publicznych, w tym municypalnych, izb gospodarczych oraz prywatnych przedsiębiorstw, z myślą o promocji zatrudnienia (w sytuacji dramatycznie wysokiego bezrobocia) i rozwoju lokalnym. (...) Wydaje się, że te założenia są bardzo bliskie brytyjskiej formule spółki 
Community Interest Company
 – spółki pożytku publicznego. Z tym, że konstrukcja spółki niemieckiej świadomie zakładała udział w jej tworzeniu i zarządzaniu nią wielu interesariuszy, co niekoniecznie jest warunkiem działania spółki brytyjskiej. (...) W Europie wyróżnia się dwa podstawowe typy przedsiębiorstw społecznych, a mianowicie: zorientowane na tworzenie miejsc pracy i integrację (
WISE – Work Integration Social Enterprises
) oraz spółki użyteczności publicznej, zorientowane na dostarczanie specyficznych usług społecznych. W ramach każdego z tych zasadniczych rodzajów przedsiębiorczości społecznej pojawiają się różne formy organizacyjne przystosowane do wypełniania różnych zadań”
[
21
]
.
```

## Źródła
- Ustawa z dnia 5 sierpnia 2022 r. o ekonomii społecznej (Dz.U. z 2025 r. poz. 806)
- Giulia Galera: Wpływ przedsiębiorstw społecznych na społeczno-gospodarczy rozwój Polski. W: Ekonomia społeczna w Polsce: osiągnięcia, bariery rozwoju i potencjał w świetle wyników badań. red. Anna Giza-Poleszczuk i Jerzy Hausner. Warszawa: Fundacja Inicjatyw Społeczno-Ekonomicznych, 2008, s. 133-137. ISBN 978-83-85928-66-9.
- Jerzy Hausner: Ekonomia społeczna i rozwój. W: Ekonomia społeczna w Polsce: osiągnięcia, bariery rozwoju i potencjał w świetle wyników badań. red. Anna Giza-Poleszczuk i Jerzy Hausner. Warszawa: Fundacja Inicjatyw Społeczno-Ekonomicznych, 2008, s. 13-33. ISBN 978-83-85928-66-9.
- Marcin Paruzel. Ekonomiczne narzędzia dla celów społecznych. Wstęp do instrukcji obsługi. „Problemy Społeczne. Vademecum kadr socjalnych”. nr 12, s. 22-26, 2012. ISSN 1730-6361.
- Waldemar Żbik: Status przedsiębiorstwa społecznego – korzyści i obowiązki. przedsiebiorstwospoleczne.pl, 2023-04-26. [dostęp 2024-09-11].